# Euchaetes gigantea
Euchaetes gigantea är en fjärilsart som beskrevs av Barnes och Mcdunnough 1910. Euchaetes gigantea ingår i släktet Euchaetes och familjen björnspinnare. Inga underarter finns listade i Catalogue of Life.